# DAF 66
DAF 66 — небольшой автомобиль голландской фирмы DAF, выпускавшийся с 1972 по 1975 год. Автомобиль был дальнейшим развитием DAF 55. DAF 66 предлагался в кузовах седан, универсал, купе
В 1973 году появилась версия Марафон (англ. Marathon) с 1,3 л двигателем мощностью 57 л. с. Внешне он отличался от 1,1-литровой модели сдвоенными фарами. Всего было выпущено 23 074 машины.
Автомобили продавались и после покупки легкового подразделения компанией Volvo. Однако в августе 1975 автомобили продавались уже как Volvo 66.
Как и другие автомобили DAF, в автомобиле использовалась бесступенчатая трансмиссия DAF Variomatic.

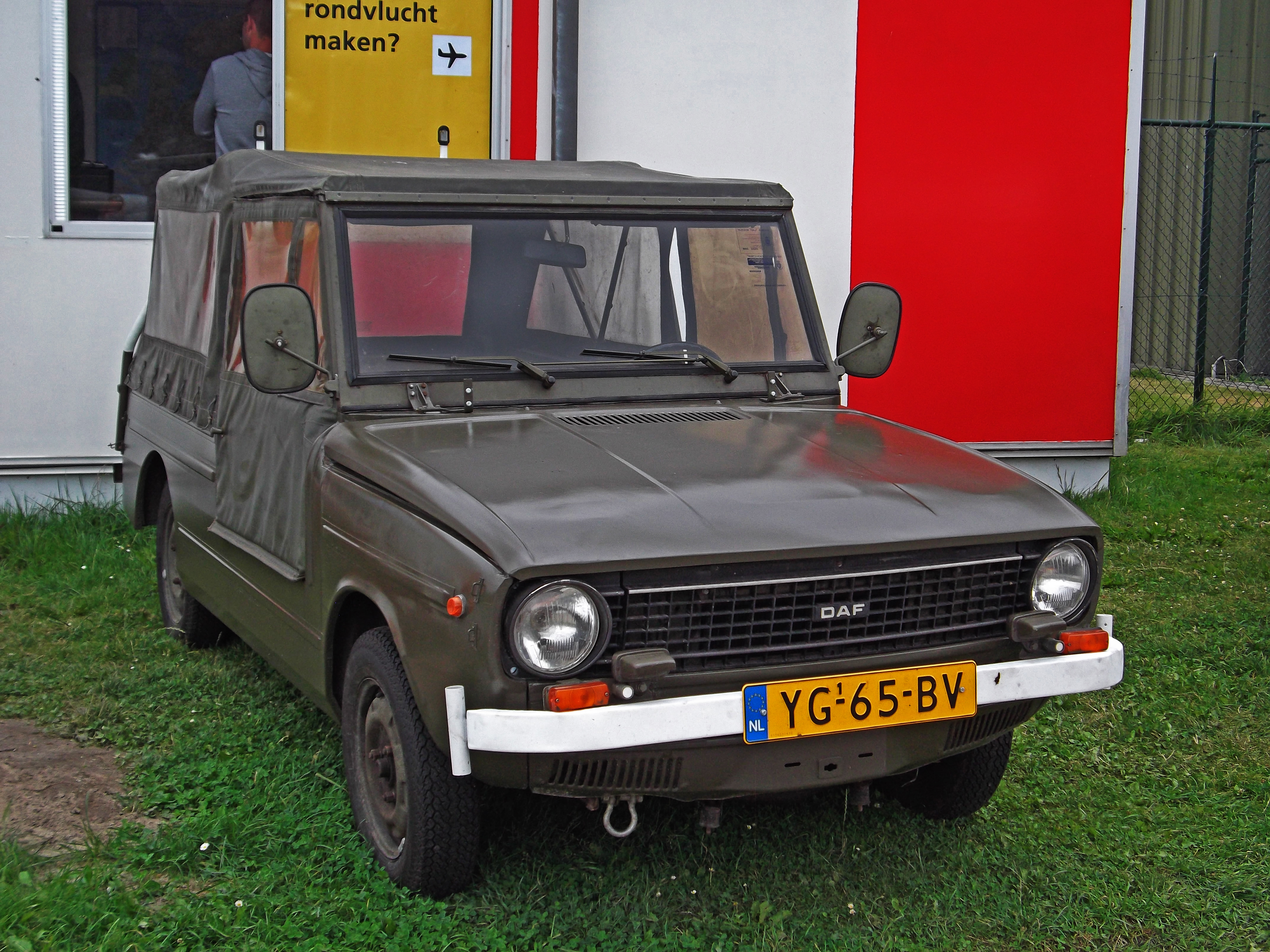
DAF 66 YA

Для Голландских вооруженных сил производилась специальная версия DAF 66 YA на базе модели с 1,1 л двигателем, но имела улучшенную подвеску и иной кузов. Всего был выпущен 1201 экземпляр, в наши дни эти модели особенно ценятся коллекционерами.